# Aristolochia bicolor
Aristolochia bicolor Ule ex Pilg. – gatunek rośliny z rodziny kokornakowatych (Aristolochiaceae Juss.). Występuje naturalnie w Peru oraz Brazylii.

## Morfologia
PokrójBylina pnąca o owłosionych pędach.
LiścieMają trójkątny kształt. Mają 12–14 cm długości oraz 11–12,5 cm szerokości. Z ostrym wierzchołkiem. Ogonek liściowy jest owłosiony i ma długość 5–7 cm.
OwoceTorebki o elipsoidalnym kształcie. Mają 5–6 cm długości.